# Hraniční buk (Cínovec)
Hraniční buk v Cínovci v městě Dubí v okrese Teplice v Ústeckém kraji, německy zvaný die Zinnwalder Grenzbuche případně Grenz-Buche, byl známý památný strom. Patřil mezi tak zvané hraniční stromy, vyznačoval pomezí Čech a Německa. Zakreslen se nachází i na indikační skice stabilního katastru. Údajně byl vysazen roku 1537, dožil se tedy zhruba 440 let, což je pro buk poměrně netypický věk. 

## Základní informace
Po roce 1945 začal strom odumírat, v 60. letech 20. století už byla živá jen poslední větev. Definitivní konec znamenal blesk v 70. letech. 18. srpna 2007 byl na místě původního stromu vysazen nový buk doplněný informační tabulí.

### Starý buk
- název: Hraniční buk, die Zinnwalder Grenzbuche
- druh: buk lesní (Fagus sylvatica)
- obvod: asi 6 metrů (doba měření neudaná)[5]
- věk: 440 let (v době zániku)
- chráněn: ?
- nadmořská výška: 817 m n. m.
- souřadnice: 50°43'58.7"N, 13°46'7.9"E

### Nový buk
- název: Hraniční buk, die Zinnwalder Grenzbuche
- druh: buk lesní (Fagus sylvatica)
- věk: asi 15 let (2011)
- chráněn: ?
- nadmořská výška: 817 m n. m.
- umístění: kraj Ústecký, okres Teplice, obec Cínovec
- souřadnice: 50°43'58.7"N, 13°46'7.9"E

## Historie a pověsti

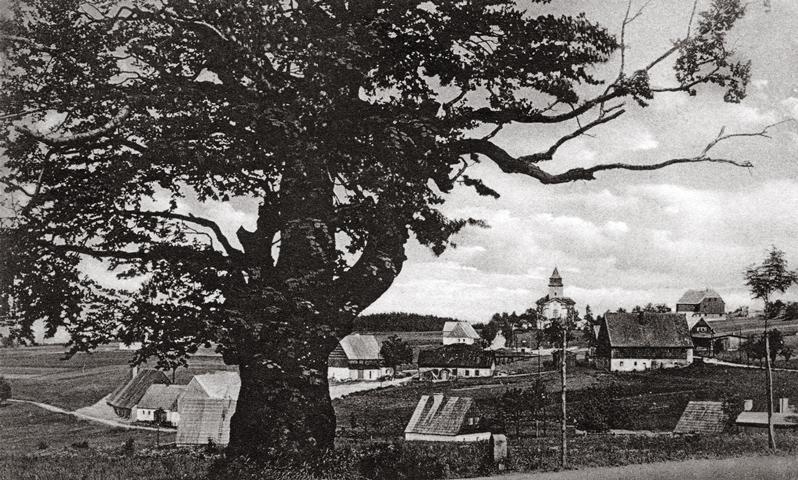
Hraniční buk v Cínovci
mezi lety 1920-1930

Podle starousedlíků prý pod památným stromem odpočíval Napoleon Bonaparte před jednou z posledních bitev. Cínové nádobí a číše, ze kterých jedl a pil, byly uloženy v kostele Nanebevzetí panny Marie na Cínovci. Jejich současný osud není znám.
Buk byl svědkem dvou výletů císaře Josefa II. po Krušných horách (1766 a 1779), cesty Johanna Wolfganga Goetha z Teplic roku 1813, pádu Rakouska-Uherska 1918, prošla kolem něj Hitlerova invazní vojska za druhé světové války a stejně tak i sovětská armáda roku 1968.
Původní hraniční buk byl velice populární, objevil se na mnoha pohlednicích (především s kostelem v pozadí, nebo pohledem do Německa, později i s událostmi roku 1968).